# 珍·安·克蘭茲
珍·安·克蘭茲（1948年3月28日—），結婚前名為珍·卡索（英語：Jayne Castle）是一位美國羅曼史小說作家。作品大多帶有懸疑推理的元素在內，男女主角性格鮮明，個性堅強。克蘭茲曾以7個筆名活躍於紐約時報暢銷書排行榜上，現在多使用其中三個筆名寫書。珍·安·克蘭茲是她婚後的名字，用於寫作現代羅曼史小說，愛曼達·奎克（Amanda Quick）用來寫歷史羅曼史小說，珍·卡索是婚前姓名，用以寫未來羅曼史小說。
出版作品數量龐大，122部以上的小說總發行量超過2千3百萬本。近年致力提升羅曼史小說的地位，1992年由珍·安·克蘭茲編製、賓州大學出版的《危險男人與冒險女人: 言情作家論羅曼史的吸引力》一書，內容包括珊黛·布朗、珍·安·克蘭茲、瑪麗·喬·普特尼、蘿拉·金賽爾、琳達·保洛、黛安·柏瑪等著名暢銷羅曼史作家撰寫的論文集，駁斥社會上普遍存在對羅曼史小說的歧視與偏見。這一個出版物也為珍·安·克蘭茲獲得大眾文化與美國文化協會（Popular Culture Association & American Culture Association （页面存档备份，存于））所頒發的蘇珊寇柏曼獎（Susan Koppelman Award）。美國羅曼史小說評論雜誌浪漫時代（Romantic Times）因珍·安·克蘭茲的貢獻而創設珍奧斯汀獎，以表揚對文學有深遠影響的羅曼史小說界人士。

## 生平
珍·安·克蘭於1948年3月28日，在美國加利福尼亞州科布出生。生命中的前十年在博雷戈泉度過，並和兩位兄弟一起由媽媽（Alberta），扶養長大。
1970年於加州大學取得歷史系學士學位，後於聖荷西州立大學取得圖書館系碩士學位。畢業後在圖書館工作，1979年開始寫作生涯。與丈夫法蘭克·克蘭茲均為素食者，定居於美國華盛頓州西雅圖地區。

## 作品列表

### 中文出版品
- 珍·安·克蘭茲. . 林白出版社. 1991年9月. ISBN 978-957-593-219-0.
- 愛曼達·奎克. . 林白出版社. 1991年10月. ISBN 978-957-593-217-6.
- 愛曼達·奎克. . 林白出版社. 1992年2月. ISBN 978-957-593-242-8.
- 珍·安·克蘭茲. . 林白出版社. 1992年7月. ISBN 978-957-593-277-0.
- 珍·安·克蘭茲. . 林白出版社. 1992年11月. ISBN 978-957-593-320-3.
- 愛曼達·奎克. . 林白出版社. 1993年2月. ISBN 978-957-593-360-9.
- 珍·安·克蘭茲. . 林白出版社. 1993年2月. ISBN 978-957-593-363-0.
- 愛曼達·奎克. . 林白出版社. 1993年3月. ISBN 978-957-593-364-7.
- 愛曼達·奎克. . 林白出版社. 1993年4月. ISBN 978-957-593-379-1.
- 愛曼達·奎克. . 林白出版社. 1993年7月. ISBN 978-957-593-422-4.
- 珍·安·克蘭茲. . 林白出版社. 1993年10月. ISBN 978-957-593-466-8.
- 珍·安·克蘭茲. . 林白出版社. 1994年2月. ISBN 978-957-593-506-1.
- 珍·安·克蘭茲. . 林白出版社. 1994年4月. ISBN 978-957-593-546-7.
- 愛曼達·奎克. . 林白出版社. 1994年5月. ISBN 978-957-593-563-4.
- 愛曼達·奎克. . 林白出版社. 1994年7月. ISBN 978-957-593-597-9.
- 珍·安·克蘭茲. . 林白出版社. 1994年9月. ISBN 978-957-593-627-3.
- 珍·安·克蘭茲. . 林白出版社. 1994年11月. ISBN 978-957-593-659-4.
- 愛曼達·奎克. . 林白出版社. 1994年12月. ISBN 978-957-593-664-8.
- 珍·安·克蘭茲. . 林白出版社. 1995年1月. ISBN 978-957-593-703-4.
- 珍·安·克蘭茲. . 林白出版社. 1995年3月. ISBN 978-957-593-734-8.
- 珍·安·克蘭茲. . 林白出版社. 1995年5月. ISBN 978-957-593-781-2.
- 愛曼達·奎克. . 林白出版社. 1995年6月. ISBN 978-957-593-802-4.
- 珍·安·克蘭茲、凱西·麥克斯. . 林白出版社. 1995年9月. ISBN 978-957-593-842-0.
- 珍·安·克蘭茲. . 林白出版社. 1995年12月. ISBN 978-957-593-975-5.
- 愛曼達·奎克. . 林白出版社. 1996年1月. ISBN 978-957-593-998-4.
- 珍·安·克蘭茲. . 林白出版社. 1996年5月. ISBN 978-957-812-071-6.
- 珍·安·克蘭茲. . 林白出版社. 1997年4月. ISBN 978-957-812-335-9.
- 愛曼達·奎克. . 林白出版社. 1997年7月. ISBN 978-957-812-391-5.
- 珍·安·克蘭茲. . 林白出版社. 1998年3月. ISBN 978-957-812-587-2.
- 愛曼達·奎克. . 林白出版社. 1998年9月. ISBN 978-957-812-835-4.
- 珍·安·克蘭茲. . 林白出版社. 1999年1月. ISBN 978-957-812-970-2.
- 愛曼達·奎克. . 林白出版社. 1999年8月. ISBN 978-957-491-081-6.
- 珍·安·克蘭茲. . 林白出版社. 2000年2月. ISBN 978-957-491-294-0.
- 愛曼達·奎克. . 林白出版社. 2000年9月. ISBN 978-957-491-461-6.
- 珍·安·克蘭茲. . 林白出版社. 2000年12月. ISBN 978-957-491-571-2.
- 珍·安·克蘭茲. . 林白出版社. 2001年1月. ISBN 978-957-491-600-9.
- 珍·安·克蘭茲. . 林白出版社. 2001年5月. ISBN 978-957-491-713-6.
- 愛曼達·奎克. . 林白出版社. 2001年7月. ISBN 978-957-491-758-7.
- 珍·安·克蘭茲. . 林白出版社. 2001年11月. ISBN 978-957-491-870-6.
- 珍·安·克蘭茲. . 林白出版社. 2001年12月. ISBN 978-957-491-899-7.
- 珍·安·克蘭茲. . 林白出版社. 2002年8月. ISBN 978-986-424-120-0.
- 珍·安·克蘭茲. . 林白出版社. 2002年10月. ISBN 978-986-424-149-1.
- 愛曼達·奎克. . 林白出版社. 2002年11月. ISBN 978-986-424-207-8.
- 珍·安·克蘭茲. . 林白出版社. 2002年12月. ISBN 978-986-424-245-0.
- 愛曼達·奎克. . 林白出版社. 2003年4月. ISBN 978-986-424-331-0.
- 珍·安·克蘭茲. . 林白出版社. 2004年4月. ISBN 978-986-424-674-8.
- 愛曼達·奎克. . 林白出版社. 2004年12月. ISBN 978-986-424-914-5.
- 珍·安·克蘭茲. . 林白出版社. 2005年5月. ISBN 978-986-164-006-8.
- 愛曼達·奎克. . 林白出版社. 2005年8月. ISBN 978-986-164-013-6.
- 愛曼達·奎克. . 果樹出版社. 2006年4月. ISBN 978-986-165-125-5.
- 珍·安·克蘭茲. . 果樹出版社. 2006年11月. ISBN 978-986-165-188-0.
- 愛曼達·奎克. . 果樹出版社. 2007年1月. ISBN 978-986-165-215-3.
- 珍·安·克蘭茲. . 果樹出版社. 2008年2月. ISBN 978-986-165-333-4.
- 珍·安·克蘭茲. . 果樹出版社. 2008年8月. ISBN 978-986-165-389-1.
- 愛曼達·奎克. . 果樹出版社. 2009年5月. ISBN 978-986-165-473-7.
- 愛曼達·奎克. . 果樹出版社. 2010年6月. ISBN 978-986-165-602-1.

## 獲獎記錄
- 1986年-1987年 浪漫時代雜誌「職業成就獎」現代冒險羅曼史項目[6]
- 1987年-1988年 浪漫時代雜誌「職業成就獎」奇幻系列羅曼史項目[7]
- 1989年-1990年 浪漫時代雜誌「職業成就獎」攝政期羅曼史項目[8]
- 1991年-1992年 浪漫時代雜誌「職業成就獎」現代羅曼史項目[9]
- 1992年-1993年 浪漫時代雜誌「職業成就獎」歷史羅曼史項目[10]
- 1993年 大眾文化與美國文化協會「蘇珊寇柏曼獎」[11]
- 1995年 《信任我》獲浪漫時代雜誌「最佳年度小說」現代小說項目[12]
- 1995年 美國羅曼史作家協會「終身成就獎」[13]
- 1996年 第一屆浪漫時代雜誌「珍奧斯汀獎」[14]
- 2004年 《清醒的夢》獲浪漫時代雜誌「最佳年度小說」最佳情節項目[15]

## 外部連結
- 珍·安·克蘭茲官方網站 （页面存档备份，存于）